# Aromitalia 3T Vaiano
L'Aromitalia 3T Vaiano, nota in passato come Aromitalia Basso Bikes Vaiano, è una squadra femminile italiana di ciclismo su strada con licenza di UCI Women's Continental Team.
Guidata dal presidente Stefano Giugni e dai direttori sportivi Paolo Baldi e Matteo Ferrari, la squadra ha sede a Vaiano, in provincia di Prato, ed è attiva tra le Elite UCI dal 2010. Nelle stagioni di attività ha ottenuto successi in gare internazionali con Rasa Leleivytė e Letizia Borghesi, vincitrici rispettivamente di un Giro dell'Emilia e di una tappa al Giro d'Italia, affermandosi tra le principali formazioni italiane.

## Cronistoria

### Annuario
| Anno | Codice | Nome                          | Cat. | Biciclette  | Dirigenza                                                                                      |
| ---- | ------ | ----------------------------- | ---- | ----------- | ---------------------------------------------------------------------------------------------- |
| 2010 | VAI    | Vaiano Solaristech            | WT   | Fondriest   | Manager: Stefano Giugni Dir. sportivi: Elisa Maggini, Stefano Giugni, Renato Poli              |
| 2011 | VAI    | Vaiano Solaristech            | WT   | Fondriest   | Manager: Stefano Giugni Dir. sportivi: Elisa Maggini, Paolo Baldi, Renato Poli                 |
| 2012 | VAI    | Vaiano Tepso                  | WT   | Fondriest   | Manager: Stefano Giugni Dir. sportivi: Elisa Maggini, Paolo Baldi, Renato Poli                 |
| 2013 | VAI    | Vaiano Fondriest              | WT   | Fondriest   | Manager: Stefano Giugni Dir. sportivi: Elisa Maggini, Paolo Baldi, Renato Poli                 |
| 2014 | VAI    | Vaiano Fondriest              | WT   | Fondriest   | Manager: Stefano Giugni Dir. sportivi: Elisa Maggini, Paolo Baldi, Matteo Ferrari, Renato Poli |
| 2015 | VAI    | Aromitalia Vaiano             | WT   | Fondriest   | Manager: Stefano Giugni Dir. sportivi: Elisa Maggini, Paolo Baldi, Matteo Ferrari, Renato Poli |
| 2016 | VAI    | Aromitalia Vaiano             | WT   | Fondriest   | Manager: Stefano Giugni Dir. sportivi: Elisa Maggini, Paolo Baldi, Matteo Ferrari, Renato Poli |
| 2017 | VAI    | Aromitalia Vaiano             | WT   | Fondriest   | Manager: Stefano Giugni Dir. sportivi: Paolo Baldi, Matteo Ferrari, Elisa Maggini, Renato Poli |
| 2018 | VAI    | Aromitalia Vaiano             | WT   | Fondriest   | Manager: Stefano Giugni Dir. sportivi: Paolo Baldi, Matteo Ferrari                             |
| 2019 | VAI    | Aromitalia Basso Bikes Vaiano | WT   | Basso Bikes | Manager: Stefano Giugni Dir. sportivi: Paolo Baldi, Stefano Bigozzi, Matteo Ferrari            |
| 2020 | VAI    | Aromitalia Basso Bikes Vaiano | WT   | Basso Bikes | Manager: Stefano Giugni Dir. sportivi: Paolo Baldi, Matteo Ferrari                             |
| 2021 | VAI    | Aromitalia Basso Bikes Vaiano | CTW  | Basso Bikes | Manager: Stefano Giugni Dir. sportivi: Paolo Baldi, Matteo Ferrari                             |
| 2022 | VAI    | Aromitalia Basso Bikes Vaiano | CTW  | Basso Bikes | Manager: Stefano Giugni Dir. sportivi: Paolo Baldi, Matteo Ferrari                             |

## Palmarès
Aggiornato al 31 dicembre 2021.

### Grandi Giri
- Giro d'Italia

Partecipazioni: 13 (2010, 2011, 2012, 2013, 2014, 2015, 2016, 2017, 2018, 2019, 2020, 2021, 2022)
Vittorie di tappa: 1
2019: 1 (Letizia Borghesi)
Vittorie finali: 0
Altre classifiche: 0

### Campionati nazionali
- Campionati colombiani: 2

Cronometro: 2013, 2014 (Sérika Gulumá)
- Campionati lettoni: 6

In linea: 2015, 2017, 2018 (Lija Laizāne)
Cronometro: 2015, 2017, 2018 (Lija Laizāne)
- Campionati lituani: 5

In linea: 2011, 2018 (Rasa Leleivytė); 2021 (Inga Češulienė)
Cronometro: 2010 (Katažina Sosna); 2021 (Inga Češulienė)
- Campionati ucraini: 1

In linea: 2012 (Alona Andruk)

## Organico 2022
Aggiornato al 20 marzo 2022.

### Staff tecnico
|  | Naz.              | Ruolo | Sportivo       |  |  |  |
|  | ----------------- | ----- | -------------- |  |  |  |
|  | Italia (bandiera) | GM    | Stefano Giugni |  |  |  |
|  | Italia (bandiera) | DS    | Paolo Baldi    |  |  |  |
|  | Italia (bandiera) | DS    | Matteo Ferrari |  |  |  |

### Rosa
|  | Naz.                |  | Sportivo             | Anno |  |  |
|  | ------------------- |  | -------------------- | ---- |  |  |
|  | Italia (bandiera)   |  | Francesca Balducci   | 1996 |  |  |
|  | Italia (bandiera)   |  | Francesca Baroni     | 1999 |  |  |
|  | Lituania (bandiera) |  | Inga Češulienė       | 1986 |  |  |
|  | Italia (bandiera)   |  | Sofia Collinelli     | 2001 |  |  |
|  | Italia (bandiera)   |  | Milena Del Sarto     | 2002 |  |  |
|  | Italia (bandiera)   |  | Carlotta Fondriest   | 1997 |  |  |
|  | Lituania (bandiera) |  | Rasa Leleivytė       | 1988 |  |  |
|  | Italia (bandiera)   |  | Giulia Marchesini    | 1998 |  |  |
|  | Italia (bandiera)   |  | Valentina Scandolara | 1990 |  |  |
|  | Italia (bandiera)   |  | Lara Scarselli       | 2002 |  |  |
|  | Italia (bandiera)   |  | Gemma Sernissi       | 2000 |  |  |